# Baix fràncic
Els idiomes baix fràncics (en neerlandès: Nederfrankisch; en baix alemany: Nedderfranksche Spraken, en alemany: Niederfränkisch; en francès: bas francique) són una agrupació de diverses llengües germàniques occidentals parlades als Països Baixos, a la Bèlgica septentrional (Flandes), a un racó septentrional de França (el departament de Nord), i a una franja occidental d'Alemanya tocant als Països Baixos, la regió de la Baixa Renània (Niederrhein), que tenen un origen comú en el baix fràncic antic. A través de la migració o colonització, també son parlades al Surinam, Sud-àfrica i Namíbia. Tenen el seu origen en el baix fràncic antic, que a donat peu al neerlandès, entre d'altres.

## Llengües derivades del Baix Fràncic

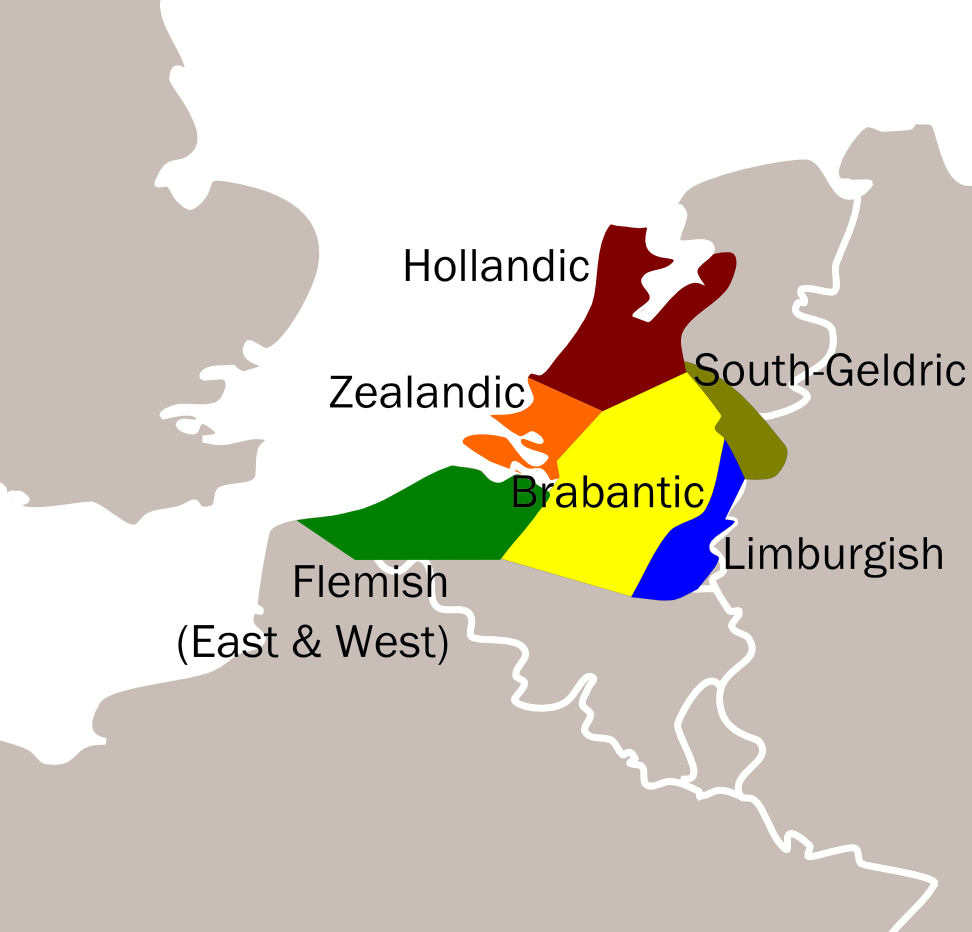
Dialectes d'holandès

- Neerlandès
  - Holandès
  - Zelandès
  - Brabantí
  - Flamenc oriental
  - Flamenc occidental
  - Limburguès
  - Guelderic meridional

- Afrikaans
- Baix Rinès